# Oscar (Virginia Occidental)
Oscar es una comunidad no incorporada en el  Condado de Greenbrier, Virginia Occidental, Estados Unidos de América. Oscar está a 4,5 millas (7,2 km) al norte-noroeste de Falling Spring.